# 우리 사이 어쩌면
《우리 사이 어쩌면》(영어: Always Be My Maybe)은 2019년 공개된 미국의 로맨틱 코미디 영화이다. 너나치카 칸이 감독을 맡았으며, 주연 앨리 웡, 랜들 박을 비롯하여 다수의 아시아계 미국인 배우가 출연하였다. 영화 제목은 머라이어 케리의 1996년 곡 “Always Be My Baby”에 대한 말장난이다. 2019년 5월 넷플릭스에서 공개되었다.

## 줄거리
1996년, 사샤 트랜과 마커스 킴은 샌프란시스코에서 옆집에서 자란 어린 시절 친구이다. 베트남 이민자/난민인 사샤의 부모는 가게를 돌볼 때면 항상 사샤를 혼자 집에 두었고, 마커스의 부모는 종종 사샤를 저녁 식사에 초대한다. 한국계 미국인 어머니 주디는 사샤에게 요리를 가르쳐 준다.
2003년, 사샤와 마커스는 십 대 시절까지 끈끈한 우정을 쌓았지만, 마커스의 어머니가 사고로 사망하면서 우정은 깨진다. 슬픔에 잠긴 두 사람은 성관계를 갖지만, 얼마 지나지 않아 말다툼을 하게 되고 연락이 두절되면서 두 사람 사이에 갈등이 생긴다.
16년이 지난 2019년, 사샤는 유명 셰프가 되었고 성공한 요식업자 브랜든 최와 약혼했다. 마커스는 여전히 샌프란시스코에서 홀아비인 아버지와 함께 살며, 재능은 있지만 크게 성공하지 못한 밴드에서 활동하고 있는데, 이 밴드는 그의 동네에서만 활동한다. 그에게는 드레드록 머리를 한 아시아계 미국인 여성 제니라는 여자친구가 있다. 브랜든이 결혼식을 또다시 미루자 사샤는 브랜든과 이별한다. 새 레스토랑 오픈을 감독하기 위해 잠시 베이 에어리어로 돌아온 사샤는 마커스와 그의 아버지가 사샤의 임시 거처에 에어컨 설치를 의뢰하면서 우연히 그를 만난다.
처음엔 갈등을 겪었지만, 둘은 다시 가까워지고 친구가 된다. 마커스는 아버지에게 사샤에게 여전히 마음이 있다는 것을 고백한다. 하지만 사샤가 고백하기도 전에 사샤는 새로운 사람을 만났다고 발표하고, 마커스의 여자친구이자 사샤의 새로운 연인인 영화배우 키아누 리브스와의 더블 데이트는 처참하게 끝난다. 사샤가 마커스에게 어린 시절부터 품어왔던 사랑을 고백하고, 마커스와 키아누 사이에는 싸움이 벌어지며, 제니는 결국 키아누의 집에 하룻밤을 묵게 된다. 이후 마커스와 사샤는 성관계를 갖는다.
사샤와 마커스는 서로 만나기 시작하고, 마커스는 사샤가 멀리했던 샌프란시스코의 아시아계 공동체와 집을 다시 알게 해준다. 사샤는 부모님에 대한 원망을 여전히 품고 있다. 마커스는 사샤를 어린 시절 좋아했던 광둥식 레스토랑으로 데려간다. 사샤는 그곳이 끔찍했다고 기억하지만, 맛있다는 것을 알게 되고, 고통스러운 기억 때문에 망가진 것만 기억한다.
사샤가 도시와 다시 연결되고 두 사람은 사랑에 빠지지만, 마커스는 샌프란시스코 레스토랑이 문을 열면 계획대로 다음 프로젝트를 위해 뉴욕으로 이사할 계획이라는 사실에 당혹감을 느낀다. 사샤가 마커스에게 함께하자고 제안하지만, 마커스는 거절하고 사샤는 샌프란시스코를 홀로 떠난다.
아버지와 밴드 동료들에게 질책을 받은 마커스는 어머니의 죽음으로 인해 앞으로 나아가는 것이 두려웠다는 것을 깨닫는다. 그는 어린 시절 살던 집을 떠나 밴드를 더욱 성공적으로 만들기 위한 노력을 시작한다. 그는 사샤에게 정기적으로 전화를 걸어 근황을 전하지만, 답장이 없자 더 이상 연락하지 않는다. 그러던 어느 날, 사샤가 자신의 음악적 야망을 비밀리에 지지하고 있다는 사실을 알게 된다. 이 사실을 알게 된 마커스는 용기를 얻어 맨해튼 시상식 레드카펫에 깜짝 등장해 사샤에게 자신을 다시 데려가 달라고 부탁하고, 어디에 있든 함께하겠다고 약속한다. 사샤는 수락한다. 다시 만난 사샤는 마커스를 데리고 자신이 개발 중인 뉴욕 레스토랑으로 간다. 레스토랑 이름은 주디의 이름을 따서 지었고, 주디의 레시피를 사용한다.

## 출연진
- 앨리 웡 - 사샤 트랜 역
  - 미야 첵 - 12세 사샤 역
  - 애슐리 랴오 - 14/16세 사샤 역
- 랜들 박 - 마커스 김 역
  - 에머슨 민 - 12세 마커스 역
  - 잭슨 기치 - 14/16세 마커스 역
- 제임스 사이토 - 해리 김 역
- 미셸 뷰토 - 버로니카 역
  - 어나이야 버니에이 - 15세 버로니카 역
- 비비언 방 - 제니 역
- 카란 소니 - 토니 역
- 샬린 이 - 진저 역
- 수전 박 - 주디 김 역
- 대니얼 대 김 - 브랜던 최 역
- 키아누 리브스 - 본인 역
- 리릭스 본 - 퀘이사 역
- 케이시 윌슨 - 클로이 역
- 레이먼드 마 - 콱(꾸옥) 트랜 역
- 페기 루 - 샌디 트랜 역
- 피터 뉴 - 염소 남자 역